# Naturparadies Grünhaus

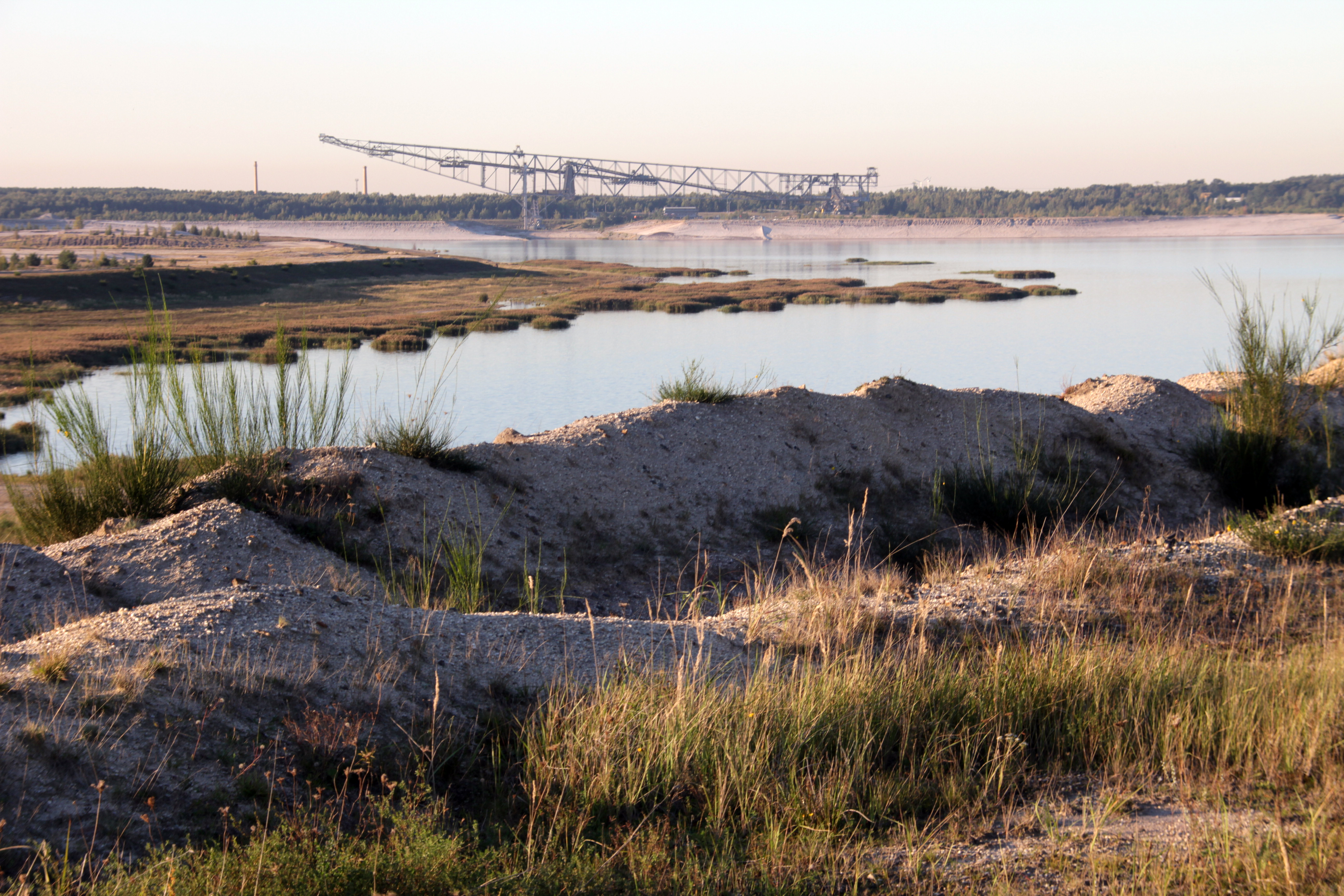
Naturparadies Grünhaus: ein ehemaliger Braunkohletagebau in der Lausitz wird zur Wildnis

Naturparadies Grünhaus ist die Bezeichnung für ein 2200 Hektar großes Renaturierungsgebiet in einem ehemaligen Braunkohletagebau bei Finsterwalde in der Niederlausitz, in dem seit 2003 nach dem Naturschutz-Konzept des Prozessschutzes „weitgehend unbeeinflußt von Menschen“ Wildnis entsteht. „Hier leben Tiere und Pflanzen, die woanders längst verschwunden sind: Sandohrwurm und Kreiselwespe, Uferschwalben und der schöne Wiedehopf. Auch Wolf und Seeadler sind eingezogen in diese ungestörte bizarre Welt aus übriggebliebenen Abraumkippen, weitläufigen Seenlandschaften und wüstenartigen Binnendünen“, schrieb der Fernsehsender rbb 2018 im Begleittext zu einer Dokumentation und bewertete das Mosaik „verschiedenster Lebensformen und Naturentwicklungsstufen“ als „einmalig in Europa“. Das Gebiet ist im Besitz der NABU-Stiftung Nationales Naturerbe. Das Naturparadies Grünhaus überschneidet sich in Teilen mit dem Naturschutzgebiet Bergbaufolgelandschaft Grünhaus und ist Teil des Europäischen Vogelschutzgebietes Lausitzer Bergbaufolgelandschaft.

## Geschichte
Grünhaus war ein kleines Dorf, das 1975 dem Bergbau zum Opfer fiel, zusammen mit dem Großteil eines alten Naturschutzgebietes, das wegen seiner stattlichen Bäume und großen Auerwildvorkommen unter Schutz gestellt gewesen war. Das heutige Naturparadies Grünhaus liegt in den ehemaligen Tagebauen Kleinleipisch und Klettwitz, in denen bis 1991 Braunkohle gewonnen wurde. Mit dem Ende der DDR gingen die Tagebaue in den Besitz des Bundes über; ursprünglich sollten sie nach dem Bundesberggesetz saniert werden, um sie marktgerecht für eine land- und forstwirtschaftliche Folgenutzung zu veräußern. Schon zu DDR-Zeiten hatten Naturschützer darauf aufmerksam gemacht, dass in der vom Bergbau hinterlassenen kargen und nährstoffarmen Landschaft ein großes naturschutzfachliches Entwicklungspotential steckt, da sie Tieren und Pflanzen Lebensräume bietet, die in der Kulturlandschaft verloren gegangen sind.
2001 wurden in dem Gebiet 1300 Tier- und Pflanzenarten nachgewiesen, viele von ihnen als gefährdet auf Roten Listen stehend eingestuft. Zwischen 2003 und 2006 kaufte die NABU-Stiftung etwas über 1900 Hektar in drei dicht beieinanderliegenden Teilgebieten, die zusammen das heutige Naturparadies Grünhaus bilden. Die bergbaurechtlich vorgeschriebene Sanierung instabiler Stellen der Bergbaufolgelandschaft liegt weiter bei der Lausitzer und Mitteldeutsche Bergbau-Verwaltungsgesellschaft (LMBV). Als Eigentümer dringt die NABU-Stiftung nach eigenen Angaben darauf, dass diese Sanierung konsequent naturschutzgerecht umgesetzt wird. In Massen bei Finsterwalde betreibt die Stiftung ein Projektbüro. Inzwischen leben über 3000 Arten in dem Gebiet, wie z. B. der Wiedehopf. Typische Pioniere in einer Bergbaufolgelandschaft sind z. B. die Blauflügelige Sandschrecke und die Kreuzkröte. Im Jahr 2013 wurde der erste Wolf mittels einer Fotofalle dokumentiert, zwei Jahre später Wolfsnachwuchs. Beeindruckend sind z. B. die Kraniche, die in großer Zahl auf dem herbstlichen Durchzug hier Station machen.
Innerhalb des Naturparadies Grünhaus gibt es das Mainzer Land von inzwischen etwa 500 Hektar, das von der Rainer-von-Boeckh-Stiftung aus Mainz unterstützt wird und deshalb seinen Namen bekam.
Während das Gebiet aus bergbau- und naturschutzrechtlichen Gründen bis 2018 ohne Führung nicht zugänglich war, gibt es inzwischen zwei öffentliche Panoramawege u. a. zu den Kranichschlafplätzen.
Im März 2023 konnte das Gebiet des Naturparadieses Grünhaus um 253 Hektar von damals 1947 Hektar auf heute 2200 Hektar vergrößert werden. Der Neukauf, ein Waldgebiet, das mit jungen Kiefern sowie Stiel-, Trauben- und Roteichen bisher intensiv für Forstwirtschaft und Jagd genutzt wurde, wird in Zukunft einer natürlichen Entwicklung überlassen. Es schließt sich westlich an das Mainzer Land im Naturparadies Grünhaus an.

## Fotogalerie

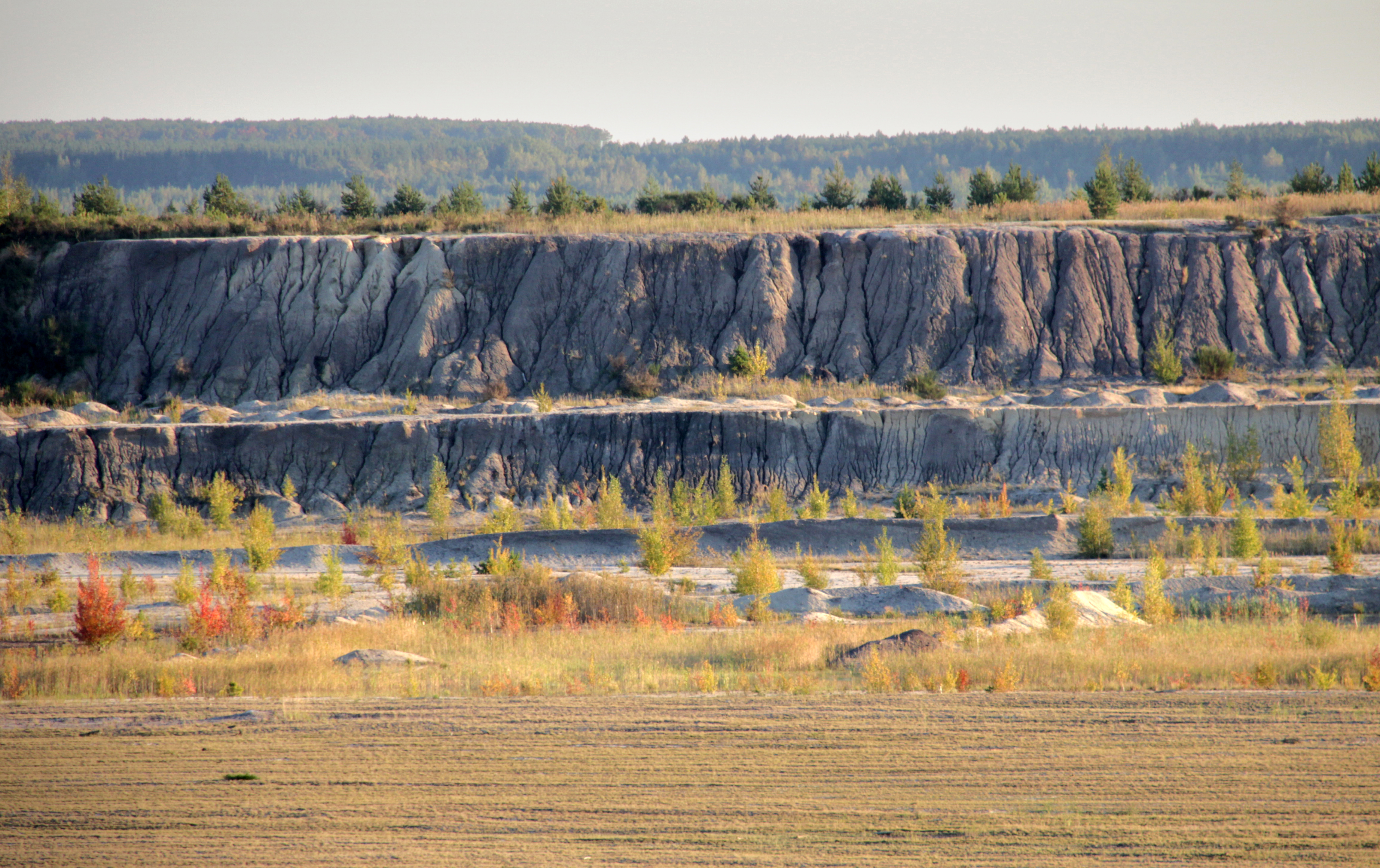
Langsam erobert die Natur den ehemaligen Braunkohletagebau
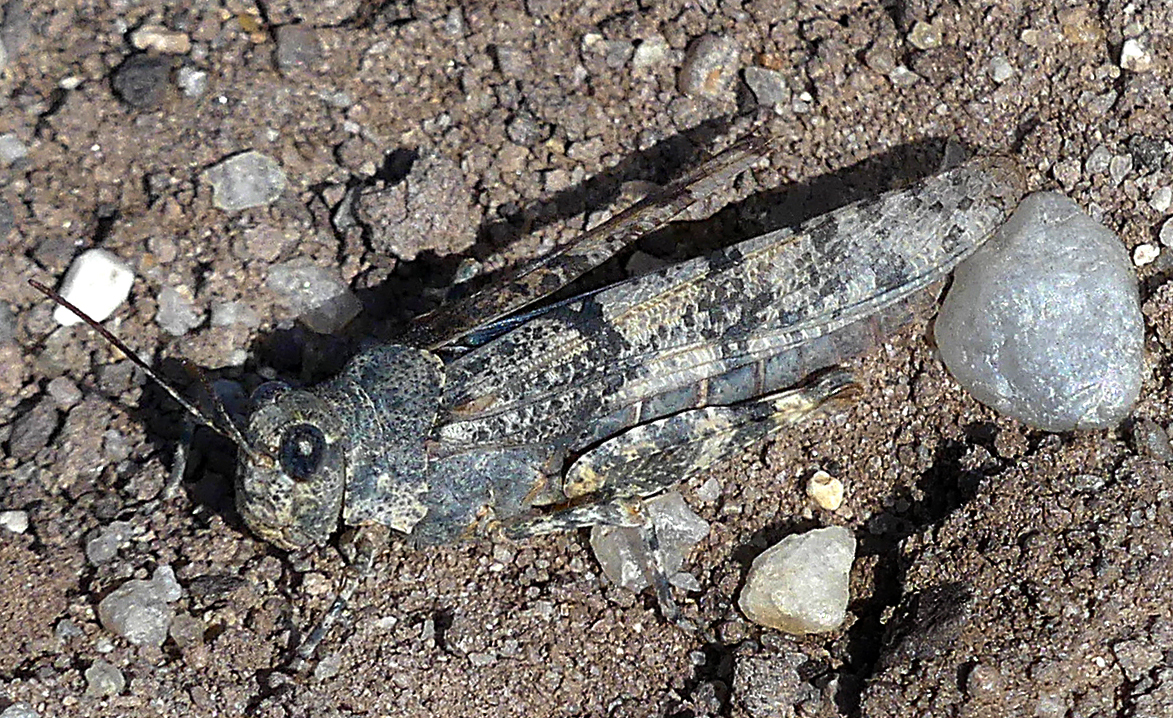
Die seltene Blauflügelige Sandschrecke als Pionier
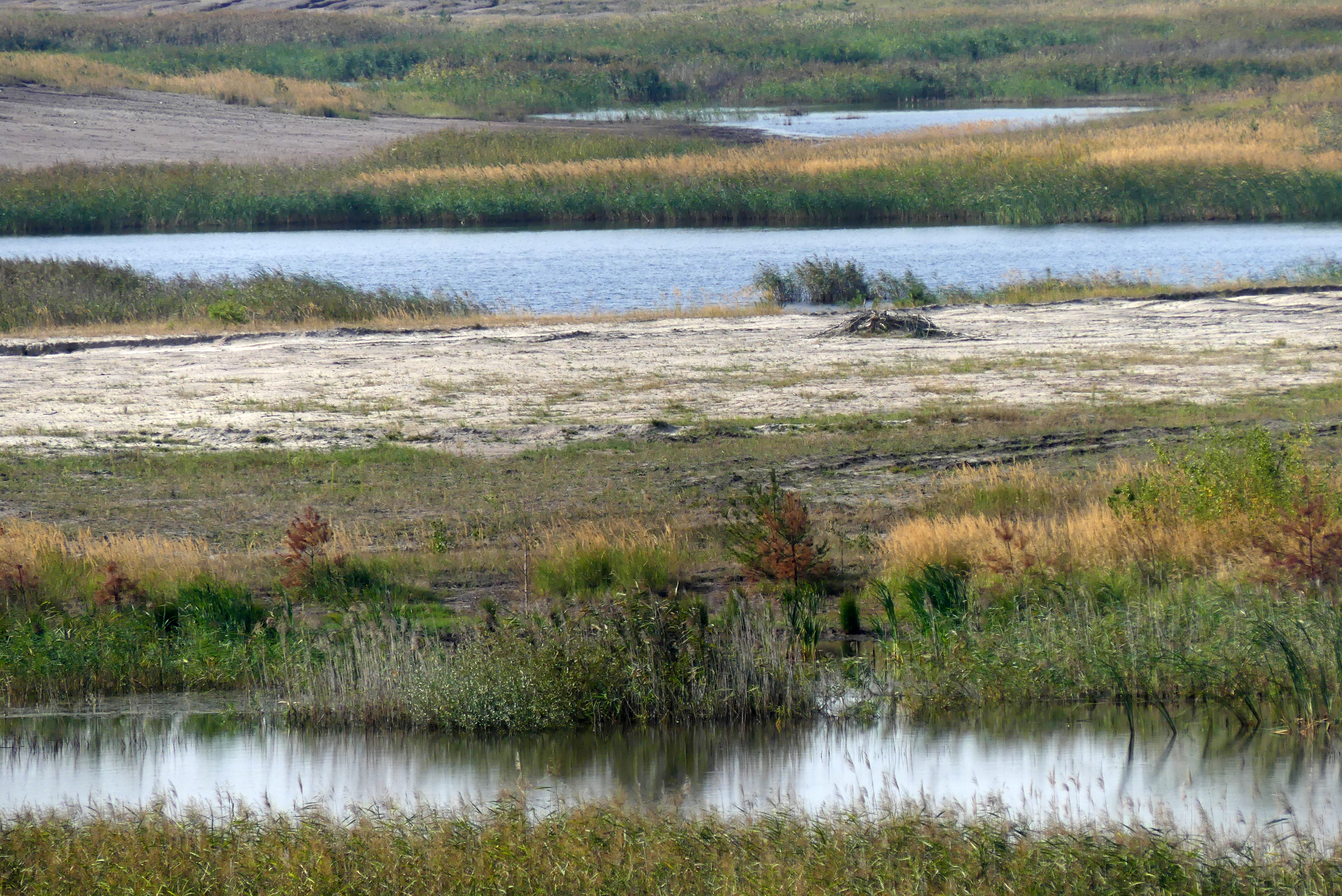
Über 3000 Arten leben in den unterschiedlichen Lebensräumen des Schutzgebietes
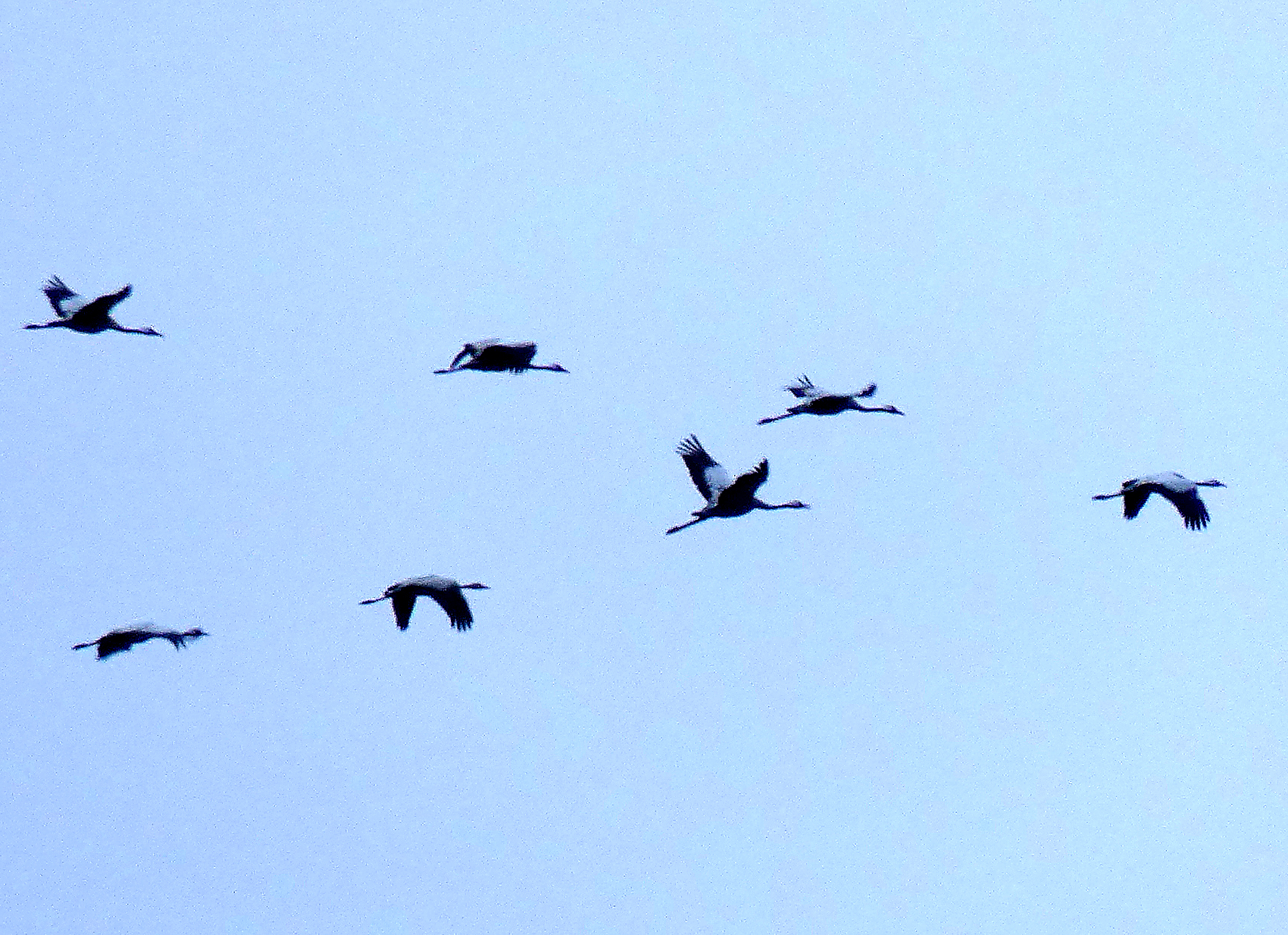
Abendlicher Einflug der Kraniche im Herbst
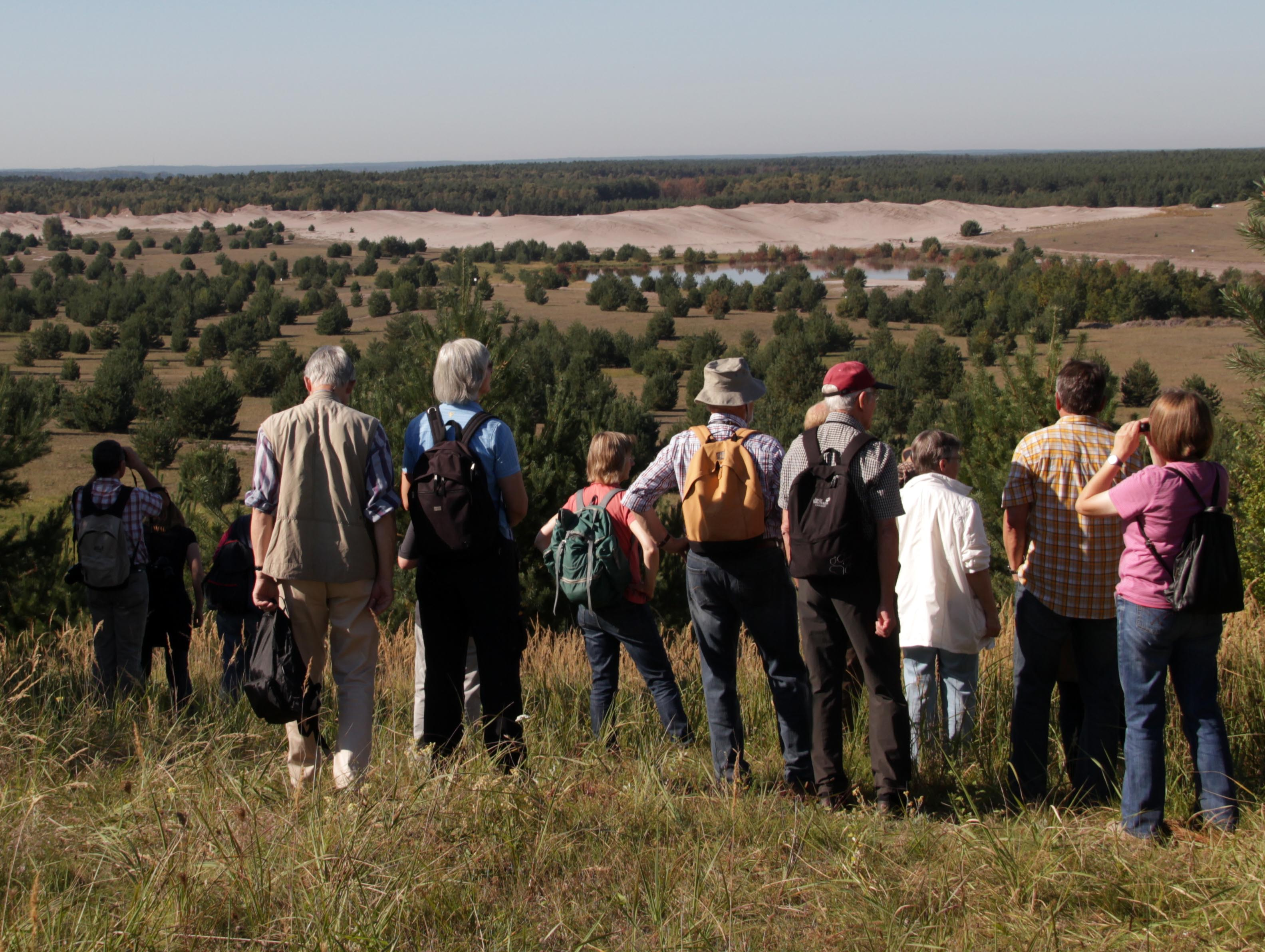
Führung im Naturparadies Grünhaus

## Filme
- Naturparadies Grünhaus – eine Wildnis im Entstehen. Einführungs-Video zum Gebiet. Von Bodo Witzke für die NABU-Stiftung Nationales Naturerbe, veröffentlicht am 3. November 2018.
- Verbotene Wildnis – Naturwunder nach der Kohle, Film von Heiderose Häsler und Wolfgang Albus, rbb Fernsehen, Erstausstrahlung am 18. August 2018.
- Warum verschenkt Herr von Boeckh sein Geld?, Film zur Boeckh-Stiftung, die sich unter dem Dach der NABU Stiftung Nationales Naturerbe für das Naturparadies Grünhaus einsetzt,  NABUTV vom 23. Dezember 2015
- Grünhaus – Von der Bergbauwüste zum Naturparadies von Holger Wittekindt in der Reihe Naturreporter. 3 Sat, Erstausstrahlung am 24. Oktober 2004.